# Trifolium chilaloense
Trifolium chilaloense är en ärtväxtart som beskrevs av Mats Thulin. Trifolium chilaloense ingår i släktet klövrar, och familjen ärtväxter. Inga underarter finns listade i Catalogue of Life.